# Edmond Labbé
Pour les personnes ayant le même patronyme, voir Labbé.
Edmond Labbé (15 janvier 1868 à Paris-14 juillet 1944 à Yvetot) est un enseignant et premier directeur général du sous-secrétariat d'État à l'enseignement technique en 1920. Il est un des fondateurs de l'AFDET (Association Française pour le Développement de l'Enseignement Technique), dont Edouard Herriot, président de l'AFDET de 1930 à 1952, s'adressant à lui lors de la fête en son honneur lors de son départ à la retraite, déclara : « La résurrection de l'enseignement technique, c'est votre œuvre ; ce n'est pas l'œuvre d'un autre, c'est votre création. C'est vous qui avez donné vie à cet enseignement et qui l'avez mis dans un tel état qu'à l'heure actuelle, il est à l'abri de tout danger».

## Biographie
Né à Paris, au no 31 place de la Bourse, ses parents s'installent à Douai, où son père exerce la profession de chapelier. Il a fait ses études à l'École normale de Douai (1887) avant de sortir major de l'École normale supérieure de Saint-Cloud. Nommé professeur de l'ENP de Vierzon, première école nationale d’enseignement primaire supérieur et d’enseignement professionnel préparatoire à l’apprentissage a été construite entre 1883 et 1887 sur les hauteurs de Vierzon et fut destinée à servir de modèle aux futures écoles nationales professionnelles (ENP). Rapidement nommé directeur de l'École nationale professionnelle d'Armentières en 1901, il pressent l'importance de l'enseignement technique et se consacre à son développement.

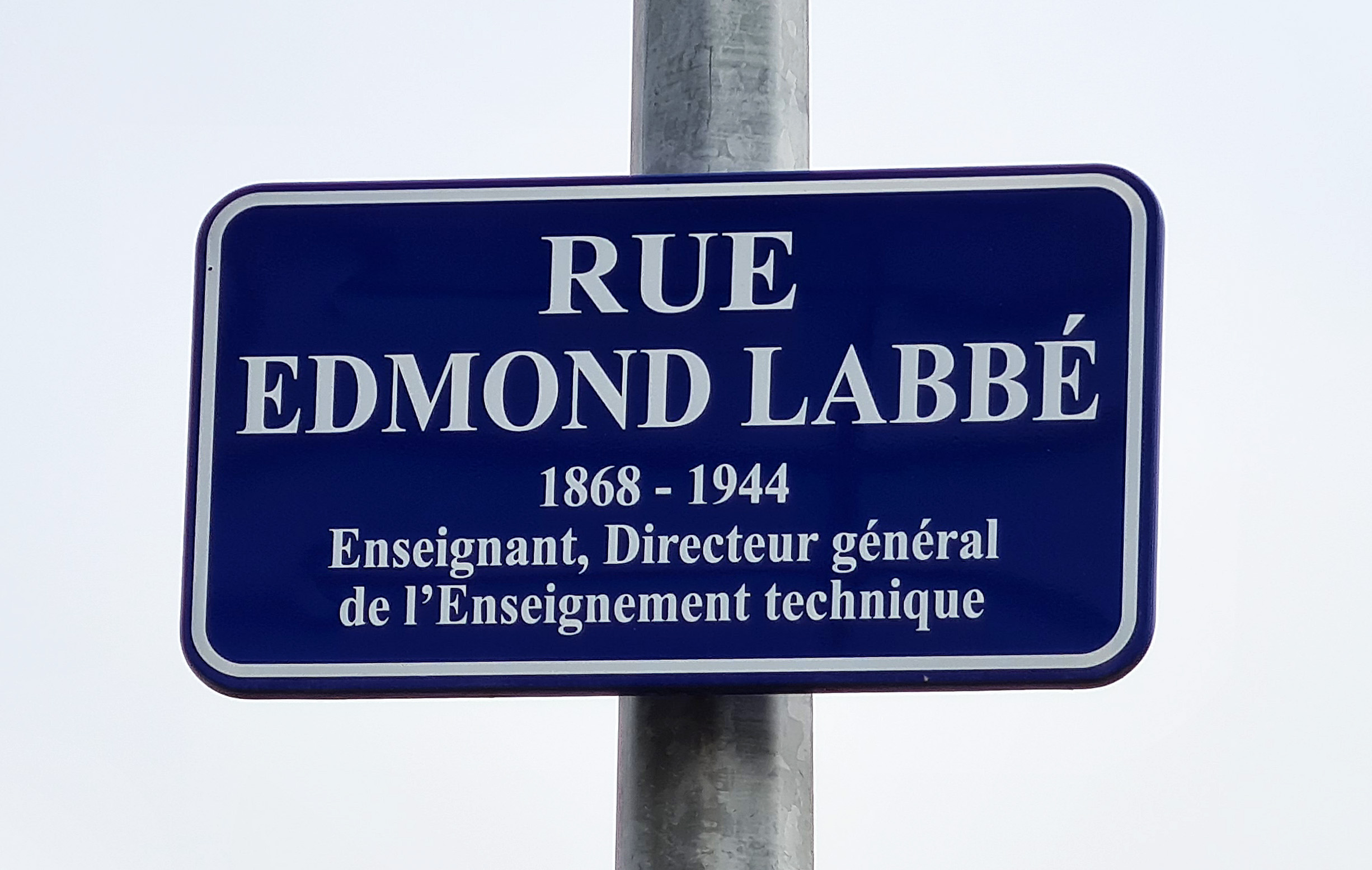
Plaque de rue à Strasbourg.

Dès 1908, à 40 ans, le voici inspecteur général de l'Enseignement technique. Il fonde alors à Tourcoing la première école technique. Son action se poursuit et se traduit le 25 juillet 1919 par le vote de la loi Astier, véritable charte de l'enseignement technique, puis en 1920, c'est la création d'un sous secrétariat d'État à l'enseignement technique. Premier directeur général de cet enseignement nouvellement structuré, par un vote du Parlement en 1927, il exercera son activité sous une douzaine de ministres différents.
Fait sans précédent, Edmond Labbé est nommé conseiller à vie du ministère de l’Éducation nationale. Son œuvre ne s'arrête pas là et, en 1934, après quelques années de retraite, il est rappelé pour la lourde mission du commissariat général de l'Exposition internationale des arts et techniques (1937-1938). Retiré à Yvetot, c'est le 14 juillet 1944 qu'Edmond Labbé meurt, quelques mois seulement après son épouse Valentine Labbé.

## Distinctions
- Grand-croix de la Légion d'honneur (28 août 1931)[6]. Il est fait grand-croix par Paul Doumer le 26 septembre 1931.
- Commandeur de l'ordre du Mérite agricole (1er juillet 1928).
- Officier de l'Instruction publique (8 octobre 1904).
- Médaille d'honneur de la mutualité.